# Schloss Rümligen
Schloss Rümligen ist ein Schloss in der Gemeinde Riggisberg, Kanton Bern, Schweiz. Schloss, Gutsbetrieb und Park befinden sich in Privatbesitz und sind nicht öffentlich zugänglich.

## Geschichte
Die Burg Rümligen entstand Ende des 11. Jahrhunderts als Sitz der Freiherren von Rümligen am östlichen Hang des Längenbergs über dem oberen Gürbetal. Den ältesten Teil bildet der Bergfried, der heute von einem Mansarddach gekrönt ist. 1515 gelangte Rümligen an Burkhard Schütz und 1634 an Hans Rudolf von Erlach.
1684 wurde Rümligen vom späteren Berner Schultheissen Samuel Frisching aus der Patrizierfamilie Frisching erworben. Dieser liess um 1710 die Wohngebäude errichten und die Burg zu einem Barockschloss umbauen. Als Stadtsitz liess er sich durch Erweiterung älterer Gebäude das Frisching-Haus errichten, das heutige Béatrice-von-Wattenwyl-Haus. Schloss Rümligen und das Frisching-Haus gehörten später seinem Enkel Rudolf Emanuel Frisching (1698–1780), der sich 1727 mit Anna Margaretha von Wattenwyl verheiratete. Mit ihm erlosch der Zweig der Frisching von Rümligen, seine einzige Tochter Margarethe Frisching (1773–1813) heiratete 1746 einen Cousin aus dem Familienzweig von Schloss Wil, Johann Rudolf von Frisching (1761–1838), Sohn des Franz Rudolf Frisching. Nach seinem Tod im Jahre 1838 fiel das Schlossgut Rümligen an seine Tochter Alette Sophie Rosine von Frisching und deren Ehegatten Friedrich Ludwig von Wattenwyl.
Von 1927 bis 1980 gehörte das Schloss Elisabeth de Meuron-von Tscharner, Tochter des Ludwig von Tscharner und der Anna (geb. von Wattenwyl), von 1980 bis 2012 ihrer Enkelin Sibylle von Stockar-Scherer-Castell.
Ende 2015 wurde bekannt, dass Schloss Rümligen verkauft werden soll. Nach einem ersten gescheiterten Verkaufsversuch durch eine international tätige Franchisingfirma wurde 2019 eine auf historische Objekte spezialisierte Immobilienagentur mit dem Verkaufsmandat betraut, die Schloss Rümligen Ende 2020 an einen Schweizer Privatier verkauft hat. Der neue Eigentümer will das Objekt privat nutzen, so dass das Schloss weiterhin der Öffentlichkeit nicht zugänglich sein wird.

## Bau
Der Bau erhebt sich auf einem unregelmässigen Viereck, der nördliche, teilweise aus dem Hochmittelalter stammende Turm mit sieben Stockwerken hat ebenfalls einen rechteckigen Grundriss. An den Bergfried angebaut ist der als Putzbau ausgeführte Wohnstock aus dem Spätmittelalter, mit neuzeitlichem, nach 1615 entstandenem Pultdachanbau. Schloss Rümligen erfuhr 1650 eine erste Barockisierung und 1709 sein heutiges äusseres Aussehen. Im Innern wurde das Wohnhaus 1882 grundlegend renoviert, bewahrt jedoch Oberflächen aus dem Mittelalter und insbesondere Tapeten des frühen 19. Jahrhunderts im dritten Geschoss.

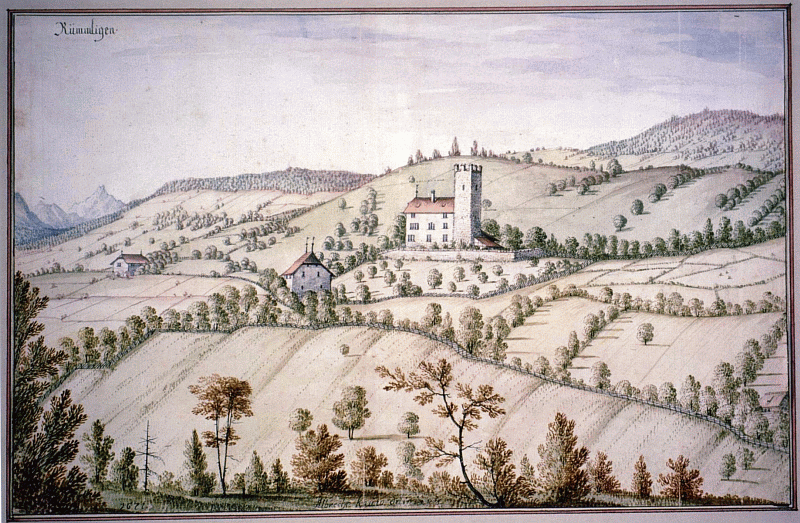
17. Jh.
1743
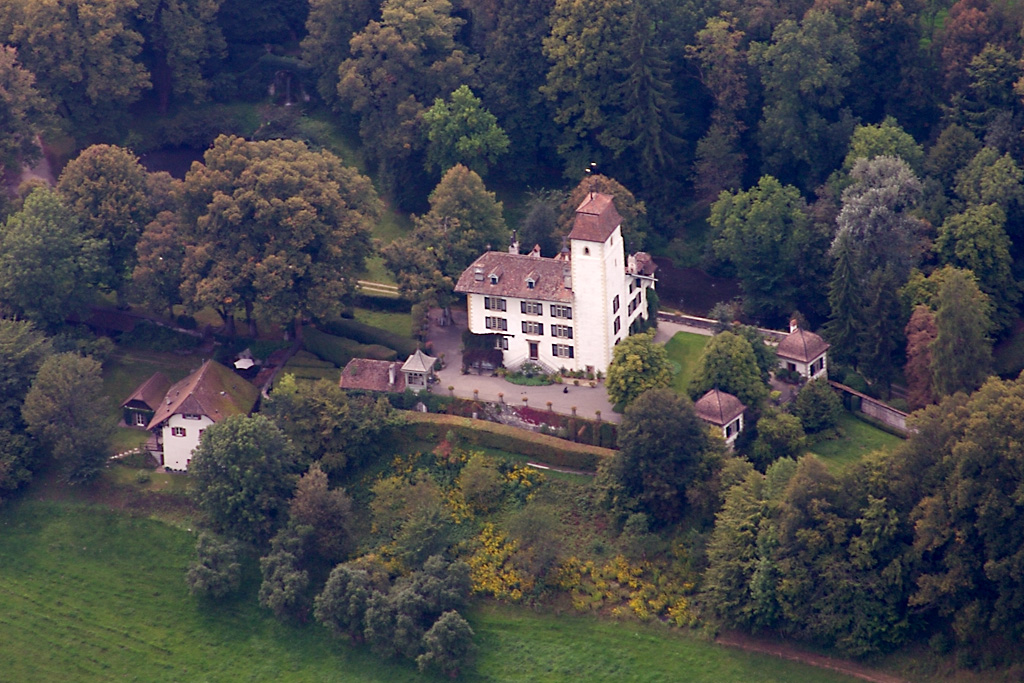
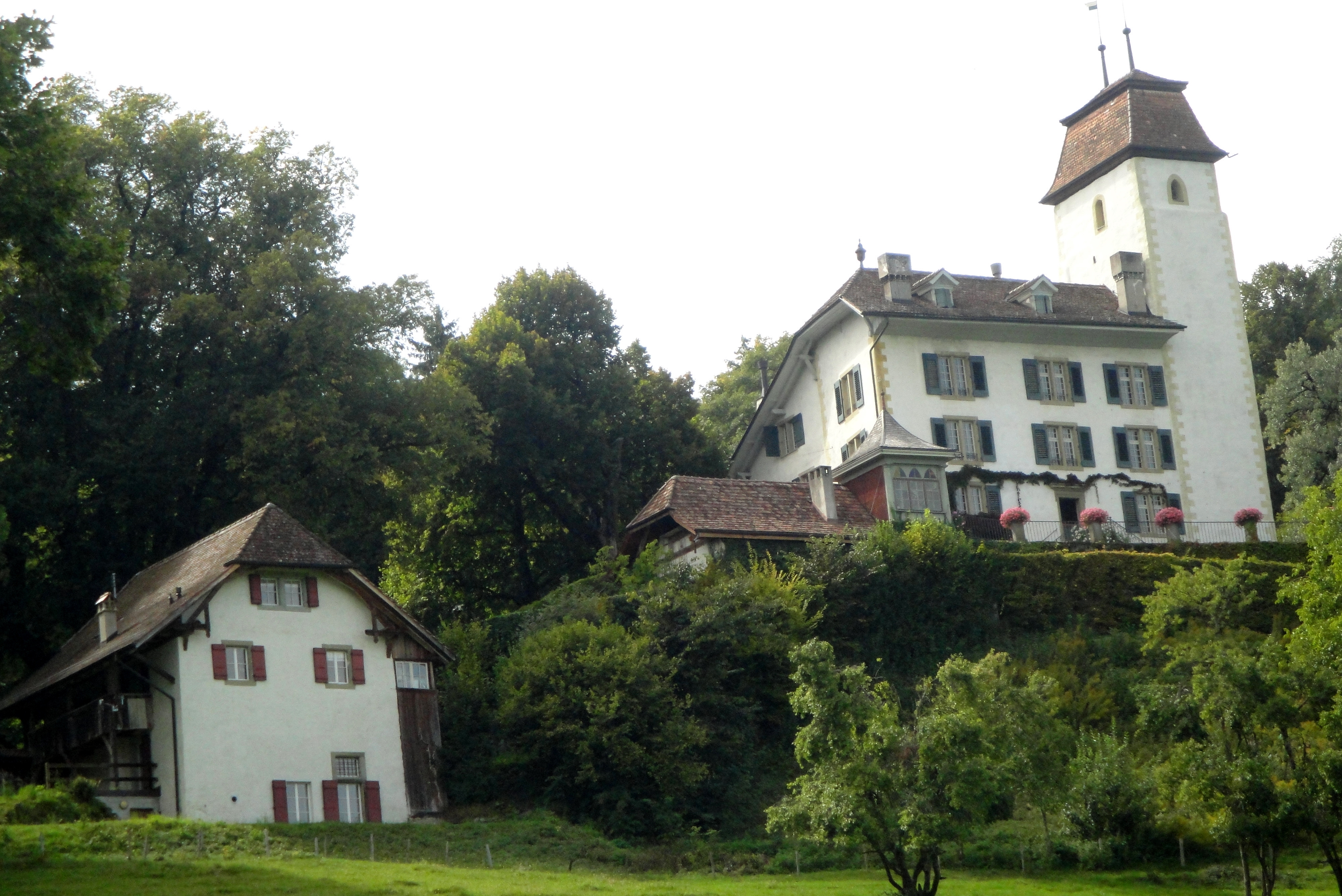